# ربودن کودک
ربودن کودک (انگلیسی: Kidnapping the Kid) یک فیلم کمدی صامت کوتاه به تهیه‌کنندگی آرتور هاتلینگ است که در سال ۱۹۱۴ منتشر شد. از بازیگران این فیلم می‌توان به بیلی باورز، اولیور هاردی و هری لورین اشاره کرد.